# Karatjajevo-Tjerkessiens flag
Republikken Karatjajevo-Tjerkessiens flag er delt i vandrette trikolor i farverne blå, grøn og rød, som har et hvidt og gult mærke i midten af den grønne stribe. Farverne symboliserer forskellige værdier: Blåt står for fred, gode hensigter og stilhed, rødt står for varme og venskab mellem nationerne, grønt står for naturen, frugtbarhed og rigdom samt visdom og tilbageholdenhed. Mærket i midten af flaget viser et snedækket bjerg med en opadstigende sol bagved. Dette symboliserer håb om en lys fremtid for befolkningen i Kaukasus. Flaget er i forholdet 1:2.
Flaget blev indført 3. februar 1994.